# Zagrebački lokalni izbori 2000.
Prijevremeni lokalni izbori u Zagrebu 2000. godine održani su 7. svibnja 2000., a birali su se članovi Gradske skupštine Grada Zagreba i vijeća gradskih četvrti. Izbori su raspisani nakon što je Hrvatska demokratska zajednica (HDZ) izgubila većinu u skupštini, a Vlada Republike Hrvatske imenovala povjerenika za Grad Zagreb umjesto dotadašnje gradonačelnice Marine Matulović Dropulić iz HDZ-a.
Izbore je obilježila rekordno niska izlaznost. Koalicija Zagrebačka alternativa, koju su predvodile Socijaldemokratska partija Hrvatske (SDP) i Hrvatska socijalno-liberalna stranka (HSLS), osvojila je većinu u skupštini. Hrvatska narodna stranka (HNS) osvojila je 9 mandata, a HDZ pet mandata. Milana Bandića, predsjednika zagrebačkog SDP-a, skupština je izabrala za gradonačelnika na sjednici 31. svibnja.

## Raspisivanje izbora
Socijaldemokratska partija Hrvatske (SDP) i Hrvatska socijalno-liberalna stranka (HSLS) pobijedile su na parlamentarnim izborima 2000. godine i u koaliciji s četiri druge stranke formirale vladajuću većinu, na čelu s Ivicom Račanom kao premijerom. Na ovim je izborima Hrvatska demokratska zajednica (HDZ) po prvi puta od samostalnosti izgubila vlast. U Zagrebu je na lokalnoj razini i dalje na vlasti bio HDZ, a gradonačelnica je bila Marina Matulović Dropulić. Redovni lokalni izbori bili su zakazani za 2001. godinu. Milan Bandić, predsjednik zagrebačkog SDP-a, zagovarao je prijevremene izbore za Gradsku skupštinu, umjesto čekanja na redovne izbore. Bandić je prikupio ostavke svih zastupnika oporbenih stranaka u skupštini, njih 24, te dva HDZ-ova zastupnika. Nova Vlada Republike Hrvatske odmah je raspustila zagrebačku skupštinu i imenovala Josipa Kregara kao povjerenika za Grad Zagreb, umjesto gradonačelnice Matulović Dropulić. Dvojica zastupnika HDZ-a kasnije su povukla svoje potpise za raspuštanje skupštine, no Kregar je rekao da je za takav potez "prekasno".
11. ožujka zagrebački HDZ imenovao je Davorina Tepeša za predsjednike, umjesto smijenjenog Zlatka Canjuge. Kregar je 13. ožujka službeno postao vršiteljem dužnosti gradonačelnika, a izvanredni izbori za 50 zastupnika skupštine raspisani su za 7. svibnja.
SDP i HSLS sudjelovali su na izborima u koaliciji s Hrvatskom seljačkom strankom (HSS), Akcijom socijaldemokrata Hrvatske (ASH), Liberalnom strankom (LS) i Hrvatskom strankom umirovljenika (HSU). Naziv koalicije bio je Zagrebačka alternativa.

## Rezultati izbora
38 zastupnika zagrebačke Gradske skupštine birano je proporcionalnim sustavom (D'Hondtov sustav), a 12 zastupnika birano je većinskim sustavom u 12 izbornih jedinica. Koalicija Zagrebačka alternativa osvojila je svih 12 zastupničkih mjesta u 12 izbornih jedinicama. Proporcionalnim sustavom, SDP je osvojio ukupno 15 zastupničkih mjesta, HSLS je osvojio 10 mjesta, HNS 9 mjesta, koalicija ASH-LS šest mjesta, HDZ pet mjesta, Demokratski centar (DC) tri, a HSS dva.
Odaziv na izbore od oko 33% bio je neočekivano nizak, u usporedbi s više od 67% na prethodnim izborima. Iako je Zagrebačka alternativa, predvođena SDP-om i HSLS-om, osigurala većinu u skupštini, oni su u Zagrebu osvojili u prosjeku 15% manje glasova u odnosu na parlamentarne izbore u siječnju. Najveće iznenađenje izbora bio je rezultat HNS-a, koji je osvojio više glasova od HSLS-a i nešto manje od SDP-a. HDZ je pretrpio poraz, ali je osvojio više glasova nego što su predviđale ankete.
Skupština je 31. svibnja izabrala Bandića za novog gradonačelnika, a Darinko Kosor (HSLS) i Mladen Vilfan (LS) izabrani su za zamjenike gradonačelnika. Franjo Zenko (HSLS) postao je predsjednik skupštine.
| Stranke i koalicije                       | Stranke i koalicije                                                            | Glasovi | Glasovi | Glasovi | Mandati | Mandati  | Mandati | Mandati |
| Stranke i koalicije                       | Stranke i koalicije                                                            | Ukupno  | %       | ±pb     | D'Hondt | Većinski | Ukupno  | +/−     |
| ----------------------------------------- | ------------------------------------------------------------------------------ | ------- | ------- | ------- | ------- | -------- | ------- | ------- |
|                                           | Socijaldemokratska partija Hrvatske (SDP) Hrvatska stranka umirovljenika (HSU) | 48.146  | 20,98%  | –2,93   | 9       | 6        | 15      | +1      |
|                                           | Hrvatska narodna stranka (HNS)                                                 | 43.592  | 19%     | +15,27  | 9       | 0        | 9       | +9      |
|                                           | Hrvatska socijalno-liberalna stranka (HSLS)                                    | 33.989  | 14,81%  | +4,24   | 7       | 3        | 10      | +1      |
|                                           | Akcija socijaldemokrata Hrvatske (ASH) Liberalna stranka (LS)                  | 28.804  | 12,55%  | +7,79   | 5       | 1        | 6       | +6      |
|                                           | Hrvatska demokratska zajednica (HDZ)                                           | 26.619  | 11,6%   | –23,32  | 5       | 0        | 5       | –19     |
|                                           | Demokratski centar (DC)                                                        | 15.532  | 6,77%   | nova    | 3       | 0        | 3       | nova    |
|                                           | Ostali                                                                         |         |         |         | 0       | 2        | 2       | –1      |
| Ukupno:                                   | Ukupno:                                                                        | 232.099 |         |         | 38      | 12       | 50      |         |
| Nevažeći glasovi:                         | Nevažeći glasovi:                                                              | N/A     | N/A     |         |         |          |         |         |
| Izlaznost:                                | Izlaznost:                                                                     | 232.099 | 33,7%   | –33,91  |         |          |         |         |
| Broj birača:                              | Broj birača:                                                                   | 688.996 |         |         |         |          |         |         |
|                                           |                                                                                |         |         |         |         |          |         |         |
| Izvor: Izborno povjerenstvo Grada Zagreba |                                                                                |         |         |         |         |          |         |         |

| Postotak glasova | Postotak glasova | Postotak glasova | Postotak glasova | Postotak glasova |
| ---------------- | ---------------- | ---------------- | ---------------- | ---------------- |
|                  |                  |                  |                  |                  |
| SDP–HSU          | SDP–HSU          |                  | 20,98%           | 20,98%           |
| HNS              | HNS              |                  | 19%              | 19%              |
| HSLS             | HSLS             |                  | 14,81%           | 14,81%           |
| ASH–LS           | ASH–LS           |                  | 12,55%           | 12,55%           |
| HDZ              | HDZ              |                  | 11,60%           | 11,60%           |
| DC               | DC               |                  | 6,77%            | 6,77%            |
|                  |                  |                  |                  |                  |

| Postotak mandata | Postotak mandata | Postotak mandata | Postotak mandata | Postotak mandata |
| ---------------- | ---------------- | ---------------- | ---------------- | ---------------- |
|                  |                  |                  |                  |                  |
| SDP–HSU          | SDP–HSU          |                  | 30%              | 30%              |
| HSLS             | HSLS             |                  | 20%              | 20%              |
| HNS              | HNS              |                  | 18%              | 18%              |
| ASH–LS           | ASH–LS           |                  | 12%              | 12%              |
| HDZ              | HDZ              |                  | 10%              | 10%              |
| DC               | DC               |                  | 6%               | 6%               |
| HSS              | HSS              |                  | 4%               | 4%               |
|                  |                  |                  |                  |                  |

## Poveznice
Dodatak:Popis zagrebačkih gradonačelnika

## Vanjske poveznice
- Službene stranice Grada Zagreba vezane uz izbore